# Stronnictwo Polska Racja Stanu
Stronnictwo Polska Racja Stanu – partia polityczna o charakterze narodowym, obejmująca swoim działaniem teren Rzeczypospolitej Polskiej, działająca od 2000 (początkowo z siedzibą w Warszawie, a następnie w Krakowie).

## Historia
W Sejmie RP III kadencji, przez okres pierwszego półrocza roku 2000, działało koło poselskie Polska Racja Stanu w składzie: Dariusz Grabowski, Ryszard Kędra i Adam Wędrychowicz. Zarejestrowano także (pod numerem 94 w ewidencji) partię o nazwie Stronnictwo Polska Racja Stanu. Zgłosili ją do rejestracji Dariusz Grabowski, Adam Wędrychowicz, Robert Rynkun-Werner i Józef Kurecki. Od lipca 2000 do marca 2001 wraz z KPN-Ojczyzna SPRS wchodziło w skład Koalicji dla Polski. W wyborach prezydenckich w 2000 koalicja wystawiła kandydaturę szefa SPRS Dariusza Grabowskiego. Otrzymał on 0,51% głosów, zajmując 9. miejsce spośród 12 zarejestrowanych kandydatów. SPRS współtworzyło następnie federacyjne ugrupowanie Eurorealiści (wraz m.in. z KPN-Ojczyną, KPEiR RP i Związkiem Zawodowym „Kontra”). 4 listopada 2000 odbył się I kongres SPRS. Prezesem partii został Dariusz Grabowski, jego zastępcami Józef Kurecki i Kazimierz Woś, sekretarzem Mariusz Kozakiewicz, skarbnikiem Janusz Szewczak, a przewodniczącym rady politycznej Stanisław Kasprzyk. W wyborach parlamentarnych w 2001 działacze SPRS startowali z list Polskiego Stronnictwa Ludowego (z wyjątkiem Andrzeja Flagi, który kandydował do Senatu z ramienia Alternatywy Ruch Społeczny). Mandat posła uzyskał Dariusz Grabowski, który w listopadzie tego samego roku opuścił klub PSL.
W związku z niezłożeniem sprawozdania finansowego za rok 2000 SPRS zostało wykreślone z ewidencji, jednak 22 kwietnia 2002 zostało zarejestrowane ponownie (pod numerem EwP 137). Po przejściu Dariusza Grabowskiego do Ligi Polskich Rodzin (z którą związała się część dotychczasowych działaczy Stronnictwa) prezesem partii został wówczas Józef Kurecki, jego zastępcą Stanisław Kasprzyk, sekretarzem Jerzy Piątkowski, a skarbnikiem Maria Korzec. W wyborach samorządowych w 2002 partia w ramach komitetu Samorządna Polska wystawiła na prezydenta Krakowa Kazimierza Flagę, który zajął 8. miejsce spośród 13 kandydatów (zdobył 3,18% głosów).
4 lutego 2004 sąd ponownie wykreślił partię z ewidencji, a po raz trzeci SPRS zostało zarejestrowane 26 lipca 2005. Nowym sekretarzem zarządu został Marcin Majewski, a skarbnikiem Piotr Pikuła (na funkcjach szefa i wiceszefa partii nie dokonano zmian). Przewodniczącym rady politycznej SPRS został Andrzej Flaga, jego zastępcą Józef Malik, a sekretarzem rady został Antoni Kawałko. W wyborach parlamentarnych w 2005 partia współtworzyła Polską Konfederację – Godność i Praca (przy czym Andrzej Flaga startował do Senatu z ramienia LPR), a w wyborach prezydenckich poparła Adama Słomkę (szefa KPN-Obóz Patriotyczny), który zajął ostatnie miejsce.
W wyborach samorządowych w 2006 liderzy SPRS kandydowali na terenie Krakowa z list LPR (m.in. szef partii startował do rady miasta, zaś kandydatem LPR na prezydenta Krakowa był Andrzej Flaga – zajął on 5. miejsce spośród 7 kandydatów, otrzymując 1,99% głosów).
W wyborach parlamentarnych w 2007 SPRS poparło komitet KPN-OP, startujący do Senatu. Aktywność partii była od tej pory niewielka. Szereg byłych działaczy Stronnictwa działało w istniejącej w latach 2008–2010 partii Naprzód Polsko. SPRS nawiązało współpracę z Samoobroną Odrodzenie, której przedstawiciele gościli na kongresie partii 22 lutego 2014.

## Program
Partia działa na rzecz intronizacji Jezusa Chrystusa na króla Polski. Według partii powinny być mu podporządkowane władza świecka i duchowna, stanowiące dwuwładzę w kraju. Fundamentem stanowienia wszelkiego prawa jest zdaniem partii Dekalog. Armia powinna według ugrupowania być używana jedynie do celów obronnych. Prokuratura, sędziowie, Narodowy Bank Polski, system ubezpieczeń społecznych oraz media powinny według SPRS podlegać parlamentowi. Partia opowiada się za całkowitym odrzuceniem liberalnej doktryny gospodarczej i zastąpienie jej „koncepcją prospołeczną i propaństwową”, za zakazem wszelkiej lichwy, za utrzymaniem złotego jako polskiej waluty oraz za objęciem wszystkich obywateli bezpłatną służbą medyczną. Jako przedmioty szczególnej troski wskazuje rodzinę, rolnictwo oraz oświatę, naukę i szkolnictwo wyższe.